# 絲鰭鸚竺鯛
絲鰭鸚竺鯛（學名：Ostorhinchus flagelliferus），又稱絲鰭鸚天竺鯛，為輻鰭魚綱鈎頭魚目天竺鯛科鸚竺鯛屬下的一個種，分布於西印度洋莫三比克與南非的索德瓦納灣海域，本魚體呈橢圓形，體稍側扁，頭大、眼大、口大且斜裂，頜齒細小，鰓蓋骨後緣棘不發達，體被弱櫛鱗，體呈粉紅色，頭部和背鰭、臀鰭和腹鰭的顏色更深，沿側線有紅色斑點，鱗片邊緣呈深紅色，在側線下方有時垂直條紋，尾柄處有一黑色圓斑，從口鼻尖到眼睛有一條鑲白邊的的深色條紋，背鰭2個，尾鰭凹入，背鰭硬棘8枚、背鰭軟條9枚、臀鰭硬棘2枚、臀鰭軟條8枚，體長可達13公分，棲息在礁石區沙泥底質海域，夜間活動，屬肉食性，繁殖期時，雄魚具有口孵習性，卵約7日化成仔魚，由雄魚吐出，具短暫的仔魚飄浮期，生活習性不明。